# Šim'on Bežarno
Šim'on Bežarno, hebrejsky שמעון בז'רנו‎ ‎(28. září 1910 Plovdiv, Bulharsko – 17. října 1971) byl sionistický aktivista, izraelský politik a poslanec Knesetu za stranu Všeobecní sionisté.

## Biografie
Narodil se v Plovdivu v Bulharsku. Studoval střední školu ve ŠvýcarskoŠvýcarsku a ekonomii na Milánské univerzitě. V roce 1936 přesídlil do dnešního Izraele. Spolu s bratrem založili továrnu na cigarety Bejarno Brothers, později firmu Asis.

## Politická dráha
Angažoval se v hnutí Všeobecných sionistů. Byl členem předsednictva Izraelské asociace průmyslu. Byl členem poradního sboru izraelské centrální banky a předsednictva banky Leumi. V izraelském parlamentu zasedl poprvé po volbách v roce 1951, do nichž šel na kandidátce Všeobecných sionistů. Byl členem výboru práce, výboru finančního a výboru pro ekonomické záležitosti. V Knesetu se objevil i po volbách v roce 1955, kdy opět kandidoval za Všeobecné sionisty. Stal se členem výboru pro ekonomické záležitosti. Ve volbách v roce 1959 mandát neobhájil.